# 20779 Сяцзюньчао
20779 Сяцзюньчао (20779 Xiajunchao) — астероїд головного поясу, відкритий 1 вересня 2000 року.
Тіссеранів параметр щодо Юпітера — 3,532.
Названо на честь призера конкурсу Intel Science Talent Search Ся Цзюньчао (кит.: 夏俊超).